# Два с половиной доллара с изображением Свободы в тюрбане
2,5 доллара США с изображением Свободы в тюрбане — первый тип золотых монет США номиналом в 2,5 доллара. Тираж монеты очень мал. За всё время выпуска было отчеканено всего лишь 19 460 экземпляров. Несмотря на незначительный тираж монета имеет много разновидностей.

## История
Выпуск золотой монеты номиналом в 2,5 доллара был прописан в монетном акте 1792 года. Однако первая монета была отчеканена лишь 4 годами позже. Гравёр Роберт Скот в качестве модели для изображения Свободы использовал портрет Анны Виллинг Бинхем, считавшейся одной из самых красивых женщин США, кисти знаменитого художника Гилберта Стюарта. При этом, в отличие от серебряных монет, на золотых Свобода была в модном на тот момент в США фасоне женской шляпки, похожей на тюрбан. Отсюда монета и получила своё название англ. Turban Head quarter eagle.
Изображение Свободы на аверсе обрамлено по бокам звёздами, сверху располагается надпись «LIBERTY», а снизу год выпуска.
На реверсе монеты находится белоголовый орлан — геральдический символ США.
Имеет несколько разновидностей. При включении в состав США новых штатов на изображение монеты (как на аверс, так и на реверс) вначале добавлялись звёзды, затем их количество было уменьшено до 13 (число первых штатов, обретших независимость и образовавших объединённое государство).
Все монеты этого типа чеканились на монетном дворе Филадельфии, Пенсильвания.

## Тираж
Все монеты данного типа чеканились на монетном дворе Филадельфии.
| Год  | Тираж |
| ---- | ----- |
| 1796 | 1 368 |
| 1797 | 427   |
| 1798 | 1 094 |
| 1802 | 3 035 |
| 1804 | 3 327 |
| 1805 | 1 781 |
| 1806 | 1 616 |
| 1807 | 6 812 |

Суммарный тираж монеты составляет около 19 тысяч 460 экземпляров.